# Гидиков, Борислав
Борислав Крыстев Гидиков (род. 3 ноября 1965, Мало-Конаре) — болгарский тяжелоатлет, чемпион Болгарии (1986), чемпион мира (1987), чемпион Олимпийских игр (1988). Заслуженный мастер спорта Болгарии (1986).

## Биография
Борислав Гидиков родился 3 ноября 1965 года в селе Мало-Конаре. Начинал заниматься тяжёлой атлетикой в спортивном училище города Пазарджик. В 1984 году был чемпионом мира среди юниоров в лёгком весе.
С 1985 года выступал в полусредней весовой категории. В 1986—1988 годах входил в состав национальной сборной Болгарии, борясь за награды крупнейших международных соревнованиях со своим товарищем по команде Александром Вырбановым. Сначала их противостояние складывалось в пользу более опытного Вырбанова, трижды побеждавшего Гидикова на чемпионатах Европы и мира, но в 1987 году на чемпионате мира в Остраве Гидиков смог взять реванш и выиграть золотую медаль. В 1988 году на Олимпийских играх в Сеуле он снова превзошёл всех соперников включая Вырбанова и завоевал титул олимпийского чемпиона.
Вскоре после этого успеха повреждение связок запястья вынудило Борислава Гидикова завершить свою спортивную карьеру. В дальнейшем он занялся предпринимательской, тренерской и общественной деятельностью, в 2009—2010 годах был главным тренером сборной Болгарии, с 2011 года занимает пост генерального секретаря Федерации тяжёлой атлетики Болгарии.